# Биатлон на Зимским олимпијским играма 2018 — штафета за мушкарце
Такмичење у дисциплини штафета у мушкој конкуренцији, на Зимским олимпијским играма 2018. у Пјонгчангу, (Јужна Кореја) одржано је 23. фебруара на комплексу за скијашко трчање и биатлон Алпензија са почетком у 20.15 часова по локалном времену.
Титулу олимпијских победница из Сочија 2014. бранила је штафета из Немачке.

## Правила такмичења
Екипа се стастоји од 4 биатлонца, од којих сваки трчи 7,5 km, са два гађања; једно у лежећем и једно у стојећем ставу. За свако гађање (5 мета) такмичар има 8 метака, од којих 5 иду у шаржер, а преостала три (уколико буду потребни) морају се ручно напунити. Уколико и после испуцаних 8 метака, има непогођених мета, трчи се казнени круг од по 150 м за сваки промашај. Први тркачи свих екипа крећу у исто време, а сваки следећи, зависно од тога којим редом његов претходник из тима стигне на место предаје штафета. Предаја се врши додиривањем, на било ком месту на телу, у „зони“ предаје дугој 50 метара. Предају надгледају посебне судије. Прво гађање, првог такмичара је на мети која одговара стартном броју штафете, а друго по редоследу стизања на гађање.

## Земље учеснице
Учествало је 72 такмичара (18 штафета) из 18 земаља.
1. Аустрија 4
2. Белорусија 4
3. Бугарска 4
4. Канада 4
5. Чешка 4
6. Естонија 4
7. Финска 4
8. Француска 4
9. Немачка 4
10. Италија 4
11. Казахстан 4
12. Норвешка 4
13. Словенија 4
14. Словачка 4
15. Швајцарска 4
16. Шведска 4
17. Украјина 4
18. САД 4

## Резултати
| Пласман | Ст. бр | Држава                                                                                 | Време                                      | Промашаји (Л+С)                                   | Заостатак |
| ------- | ------ | -------------------------------------------------------------------------------------- | ------------------------------------------ | ------------------------------------------------- | --------- |
|         | 3      | Пепе Фемлинг · Јеспер Нелин · Себастијан Самуелсон · Фредрик Линдстрем · Шведска       | 18:50,9 18:59,9 18:31,5 18:54,.2 1.15:16,5 | 0+0 0+1 0+1 0+3 0+1 0+0 0+0 0+1 0+2 0+5           | –         |
|         | 1      | Ларс Хелге Биркеланд · Тарјеј Бе · Јоханес Тингнес Бе · Емил Хегле Свендсен · Норвешка | 18:48,1 19:17,5 18:16,3 19:50,1 1.16:12,0  | 0+1 0+1 0+3 0+3 0+0 0+1 0+0 1+3 0+4 1+8           | +55,5     |
|         | 4      | Ерик Лесер · Бенедикт Дол · Арнд Пајфер · Симон Шемп · Немачка                         | 18:23,6 19:48,2 18:23,8 20:48,0 1.17:23,6  | 0+0 0+1 0+0 2+3 0+0 0+0 0+3 1+3 0+3 3+7           | +2:07,1   |
| 4.      | 8      | Тобијас Еберхард · Симон Едер · Јулијан Еберхард · Доминик Ландертингер · Аустрија     | 19:03,6 18:47,4 19:53,9 20:24,1 1.18:09,0  | 0+1 0+2 0+0 0+1 0+1 2+3 0+0 0+3 0+2 2+9           | +2:52,5   |
| 5.      | 2      | Симон Детју · Емилијен Жаклин · Мартен Фуркад · Антонен Гигона · Француска             | 20:12,1 19:06,0 20:01.2 19:23,8 1:18:43,1  | 0+2 2+3 0+0 0+1 0+1 1+3 0+1 0+1 0+4 3+8           | +3:26,6   |
| 6.      | 17     | Лоуел Бејли · Шон Доерти · Тим Берк · Лајф Нордгрен · САД                              | 19:14,2 19:14.0 19:32,5 21:06,0 1.19:06,7  | 0+2 0+2 0+1 0+0 0+0 0+3 2+3 0+3 2+6 0+8           | +3:50,2   |
| 7.      | 11     | Ондреј Моравец · Михал Шлезингер · Јарослав Соукуп · Михал Крчмарж · Чешка             | 18:58,1 18:36,5 20:40,3 21:08,7 1:19:23,6  | 0+0 0+3 0+1 0+0 0+1 1+3 0+2 1+3 0+4 2+9           | +4:07,1   |
| 8.      | 16     | Белорусија · Anton Smolski · Raman Yaliotnau · Sergey Bocharnikov · Vladimir Chepelin  | 1:20:06.0 18:51.4 19:55.8 21:02.4 20:16.4  | 2+6 1+6 0+0 0+1 0+1 1+3 2+3 0+1 0+2 0+1           | +4:49.5   |
| 9       | 9      | Украјина · Artem Pryma · Serhiy Semenov · Vladimir Semakov · Dmytro Pidruchnyi         | 1:20:17.3 18:47.5 20:19.4 20:55.7 20:14.7  | 0+0 2+9 0+0 0+0 0+0 0+3 0+0 1+3                   | +5:00.8   |
| 10      | 10     | Миха Довжан · Клемен Бауер · Митја Дриновец · Ленарт Облак · Словенија                 | 19:33,5 19:44,1 20:23,1 20:36,6 1:20:17,3  | 0+0 0+2 0+1 1+3 0+3 0+0 0+1 0+0 0+5 1+5           | +5:00,8   |
| 11      | 12     | Канада · Christian Gow · Scott Gow · Macx Davies · Brendan Green                       | 1:20:56.8 19:11.8 19:23.3 22:16.0 20:05.7  | 0+4 1+7 0+0 0+3 0+0 0+0 0+3 1+3 0+1 0+1           | +5:40.3   |
| 12      | 5      | Италија · Thomas Bormolini · Lukas Hofer · Giuseppe Montello · Dominik Windisch        | 1:21:35.6 20:03.8 19:00.7 20:37.5 21:53.6  | 1+5 3+11 0+1 0+3 0+1 0+2 0+0 1+3 1+3 2+3          | +6:19.1   |
| 13      | 13     | Естонија · Rene Zahkna · Kalev Ermits · Roland Lessing · Kauri Kõiv                    | 1:22:26.4 19:32.7 20:05.6 21:12.2 21:35.9  | 1+5 2+10 0+2 0+2 0+0 1+3 1+3 0+2 0+0 1+3          | +7:09.9   |
| 14.     | 18     | Георге Бута · Ремус Фаур · Георге Поп · [[Корнел Пукијану] · Румунија                  | 20:32,7 20:16,9 20:25,6 21:35,9            | 0+1 2+7 0+0 0+1 0+0 0+2 0+1 0+1 0+0 2+3 1:22:51,1 | +7:34,6   |
| 15.     | 6      | Швајцарска · Serafin Wiestner · Benjamin Weger · Jeremy Finello · Mario Dolder         | 1:23:06.1 21:30.0 19:17.2 20:22.6 21:56.3  | 2+8 3+11 2+3 0+3 0+3 0+2 0+2 0+3 0+0 3+3          | +7:49.6   |
| 16.     | 7      | Красимир Анев · Антон Синапов · Димитар Герџиков · Владимир Илијев · Бугарска          | 19:59,9 19:52,2 Круг                       | 0+0 1+3 0+2 0+2 1+3 1+3 1+5 2+8                   |           |
| 17.     | 14     | Максим Браун · Василиј Подкоритов · Владислав Витенко · Роман Јеремин · Казахстан      | 20:13,2 20:55,7 Круг 0                     | 0+0 0+1 0+3 0+1 0+2 2+3 0 0+5 2+5                 |           |
| 18.     | 15     | Матеј Казар · Томаш Хасила · Шимон Бартко · Мартин Оченаш · Словачка                   | 18:42,0 22:04,0 Круг                       | 0+0 0+0 0+3 1+3 4+3 0+2 4+6 1+5                   |           |

- Круг = Такмичар престигнут за цео круг нема резултат.